# みんなのこどもちゃん
みんなのこどもちゃんは、日本の女性アイドルグループを発祥とするバンド。

## 概要
新宿区歌舞伎町のみんなのこどもカフェ（現：おうち）に集まった中学生・高校生で、2016年2月28日に結成。
人との関わりをうまく持つ事のできない「壁」を持ち生きにくい今を生きる子供たちのリアルな心の叫びを歌にする。
楽曲の作曲・編曲・プロデュースはBACK DROP BOMBの田中仁。
2018年1月26日の新宿LOFTでのワンマンライブからバンド体制での活動を開始。
2023年8月4日の新宿LOFTでのワンマンライブを以て解散。

## 略歴

### 2016年
- 2月28日 - アイドルグループを結成し、みんなのこどもカフェのあったビルの屋上で初めてのライブを行う。

### 2017年
- バンドメンバーの募集を開始する[6]。
- 11月12日 - 新宿LOFTでのワンマンライブ開催を発表[7]。
- 11月28日 - 1stアルバム制作に向けクラウドファンディングを開始[8]。

### 2018年
- 1月15日 - 1stミニアルバム『起きたら死んでたい』を期間限定無料配信[9]。
- 1月26日 - 新宿LOFTでワンマンライブを行い、バンド体制を初披露[4]。
- 4月19日 - 3ヶ月連続ワンマン「壁のない世界 -破壊-」を新宿ANTIKNOCKにて開催[10]。
- 5月23日 - 1stアルバム『壁のない世界』をリリース[11]。
- 5月24日 - 3ヶ月連続ワンマン「壁のない世界 -創造-」を新宿ANTIKNOCKにて開催[12]。
- 6月28日 - 3ヶ月連続ワンマン「壁のない世界 -結合-」を新宿ANTIKNOCKにて開催[13]。
- 10月24日 - タワーレコード限定でフォトブック付属のシングル『cancer』をリリース[14]。
- 12月13日 - 5ヶ月連続リリースと初の全国ツアー開催に向けクラウドファンディングを開始[15]。

### 2019年
- 5月1日 - 5ヶ月連続配信リリース第1弾『壁』をリリースし、8月にLIQUIDROOMでのワンマンライブを行なうことを発表する[16]。
- 5月5日 - 「 -壁- Release Live」を渋谷CHELSEA HOTELにて開催[17]。
- 6月1日 - 5ヶ月連続配信リリース第2弾『ひとりごと』をリリース[18]。
- 6月5日 - 「 -ひとりごと- Release Live」を渋谷CHELSEA HOTELにて開催[19]。
- 7月1日 - 5ヶ月連続配信リリース第3弾『死んだうた』をリリース[20]。
- 7月1日 - 「 -死んだうた- Release Live」を渋谷CHELSEA HOTELにて開催[21]。
- 7月24日 - ほのかが活動休止を発表[22]。
- 7月31日 - 「 -りかく- Release Live」を渋谷CHELSEA HOTELにて開催[23]。
- 8月10日 - 5ヶ月連続配信リリース第4弾『りかく』をリリース[24]。
- 8月3日 - 「みんなのこどもちゃん TOUR 2019 ほのかとしなもん」F.A.D YOKOHAMA（神奈川県）公演。
- 8月4日 - 「みんなのこどもちゃん TOUR 2019 ほのかとしなもん」千葉LOOK（千葉県）公演。
- 8月10日 - 「みんなのこどもちゃん TOUR 2019 ほのかとしなもん」新潟GOLDEN PIGS RED STAGE（新潟県）公演。
- 8月11日 - 「みんなのこどもちゃん TOUR 2019 ほのかとしなもん」LIVE ARB（山形県）公演。
- 8月12日 - 「みんなのこどもちゃん TOUR 2019 ほのかとしなもん」秋田LIVE SPOT 2000（秋田県）公演。
- 8月14日 - 「みんなのこどもちゃん TOUR 2019 ほのかとしなもん」BESSIE HALL（北海道）公演。
- 8月16日 - 「みんなのこどもちゃん TOUR 2019 ほのかとしなもん」Sunah（静岡県）公演。
- 8月17日 - 「みんなのこどもちゃん TOUR 2019 ほのかとしなもん」yanagase ants（岐阜県）公演。
- 8月18日 - 「みんなのこどもちゃん TOUR 2019 ほのかとしなもん」GROWLY（京都府）公演。
- 8月19日 - 「みんなのこどもちゃん TOUR 2019 ほのかとしなもん」徳島ライブハウス CROWBAR（徳島県）公演。
- 8月21日 - 「みんなのこどもちゃん TOUR 2019 ほのかとしなもん」広島Bad Lands（広島県）公演。
- 8月22日 - 「みんなのこどもちゃん TOUR 2019 ほのかとしなもん」Queblick（福岡県）公演。
- 8月24日 - 「みんなのこどもちゃん TOUR 2019 ほのかとしなもん」ROCKTOWN（大阪府）公演。
- 8月25日 - 「みんなのこどもちゃん TOUR 2019 ほのかとしなもん」HUCK FINN（愛知県）公演。
- 8月29日 - 「みんなのこどもちゃん TOUR 2019 ほのかとしなもん」LIQUIDROOM（東京都）公演を以てほのかが脱退[25]。
- 9月1日 - 5ヶ月連続配信リリース第5弾『おわり』をリリース[26]。

### 2020年
- 12月16日 - シングル『わたしの存在が嘘にならないように』をリリース[27]。

### 2021年
- 11月17日 - シングル『明滅する世界』を配信リリース[28]。
- 12月13日 - 『しなもん生誕祭！』を高円寺HIGHにて開催[29]。

### 2022年
- 10月9日 - 『おうちフェス2022』に出演[30]。
- 12月13日 - 12月20日に開催予定だったしなもん生誕ライブ『4720』を新型コロナウィルスの影響により開催を延期することを発表[31]。

### 2023年
- 2月19日 - 延期となっていたしなもん生誕ライブ『4720』を新宿SAMURAIにて開催[32]。
- 5月9日 - 新宿LOFTで8月4日にワンマンライブ『未来へ』を行い、チケットがソールドアウトしない場合は解散することを発表[33]。
- 7月19日 - シングル『しきみ』をリリース[34]。
- 8月4日 - 「みんなのこどもちゃんONE-MAN LIVE『未来へ』」新宿LOFTでの公演を以て解散[5]。
- 9月30日 - 既存曲のリアレンジバージョンリリース第1弾としてシングル『Jungle少女A』をリリース[35]。
- 10月31日 - 既存曲のリアレンジバージョンリリース第2弾としてシングル『ふたりはなかよし -70's mixture arrange-』をリリース[36]。
- 11月30日 - 既存曲のリアレンジバージョンリリース第3弾としてシングル『起きたら死んでたい GIGA DEATH』をリリース[37]

## メンバー
| 名前     | 誕生日   | 血液型 | 備考 |
| -------- | -------- | ------ | ---- |
| しなもん | 12月17日 | A型    |      |

### バンドメンバー
| 名前     | 備考   |
| -------- | ------ |
| nim      | ギター |
| K-TAI    | ギター |
| 曽我智光 | ベース |
| heaven   | ドラム |

### 元メンバー
- ほのか
  - オリジナルメンバー、2019年8月29日脱退[25]。
- のあ
- みるきー
- くらり
- 神風かこ
- なの

## 作品

### シングル
| 作品名                                  | 発売日         | 品番      | 収録曲 | 備考                                                                                 |
| --------------------------------------- | -------------- | --------- | --- | ------------------------------------------------------------------------------------ |
| 起きたら死んでたい                      |                |           | 1. 起きたら死んでたい |                                                                                      |
| 6603                                    | 2016年11月30日 |           | 1. introduction 2. 朝を殺したい 3. 起きたら死んでたい |                                                                                      |
| 6690                                    | 2017年2月16日  |           | 1. 死ねばいい 2. 朝を殺したい 3. 起きたら死んでたい |                                                                                      |
| ふたりはなかよし                        | 2017年6月14日  |           | 1. ふたりはなかよし |                                                                                      |
| cancer                                  | 2018年10月24日 | OUCHI-004 | 1. cancer 2. 少女A+ 3. cancer (Instrumental) | - 特製フォトブックとセットになった生産限定盤シングル - "少女A+"は"少女A"のリミックス |
| 壁                                      | 2019年5月1日   | OUCHI-005 | 1. 壁 | - 配信リリース                                                                       |
| ひとりごと                              | 2019年6月1日   | OUCHI-006 | 1. ひとりごと | - 配信リリース                                                                       |
| 死んだうた                              | 2019年7月1日   | OUCHI-007 | 1. 死んだうた | - 配信リリース                                                                       |
| りかく                                  | 2019年8月10日  | OUCHI-008 | 1. りかく | - 配信リリース                                                                       |
| おわり                                  | 2019年9月1日   | OUCHI-009 | 1. おわり | - 配信リリース                                                                       |
| わたしの存在が嘘にならないように        | 2020年12月16日 | OUCHI-010 | 1. わたしの存在が嘘にならないように 2. 不香の花 (Xmas Remix) 3. わたしの存在が嘘にならないように (instrumental)                                                                      |                                                                                      |
| 明滅する世界                            | 2021年11月17日 | OUCHI-011 | 1. 明滅する世界 2. 明滅する世界 -instrumental- | - 配信リリース - CD-R - 全ての盤面にしなもんがイラストを手描きした枚数限定シングル   |
| しきみ                                  | 2023年7月19日  | OUCHI-012 | 1. しきみ 2. しきみ(Instrumental) |                                                                                      |
| Jungle少女A                             | 2023年9月30日  |           | 1. Jungle少女A(English ver.) 2. Jungle少女A(Japanese ver.) 3. Jungle少女A(Instrumental)                                                                                              | - 配信リリース                                                                       |
| ふたりはなかよし -70's mixture arrange- | 2023年10月31日 |           | 1. ふたりはなかよし -70's mixture arrange- （Japanese ver.） 2. ふたりはなかよし -70's mixture arrange- （English ver.） 3. ふたりはなかよし -70's mixture arrange- （Instrumental） | - 配信リリース                                                                       |
| 起きたら死んでたい GIGA DEATH           | 2023年11月30日 |           | 1. 起きたら死んでたい GIGA DEATH（Japanese ver.） 2. 起きたら死んでたい GIGA DEATH（English ver.） 3. 起きたら死んでたい GIGA DEATH（Instrumental）                                  | - 配信リリース                                                                       |

### アルバム
| 作品名                        | 発売日        | 品番      | 収録曲 | 備考         |
| ----------------------------- | ------------- | --------- | --- | ------------ |
| 起きたら死んでたい            |               |           | 1. あのね 2. 死ねばいい 3. 朝を殺したい 4. 起きたら死んでたい 5. ふたりはなかよし                                                       | ミニアルバム |
| 壁のない世界                  | 2018年5月23日 | OUCHI-001 | 1. 深爪 2. 朝を殺したい 3. 死ねばいい 4. あのね 5. 少女A 6. 15の夜 7. 亡くなる私 8. 起きたら死んでたい 9. ふたりはなかよし 10. 不香の花 | 通常盤       |
| 壁のない世界 (ほのかの壁盤)   | 2018年5月23日 | OUCHI-002 | 収録内容は通常版と同様 | 初回限定盤   |
| 壁のない世界 (しなもんの壁盤) | 2018年5月23日 | OUCHI-003 | 収録内容は通常版と同様 | 初回限定盤   |

### コンピレーション・アルバム
| 作品名          | 発売日        | 品番    | 収録曲             |
| --------------- | ------------- | ------- | ------------------ |
| 遅れてゴメンネ! | 2016年12月7日 | TUR-015 | 起きたら死んでたい |

## 出演

### TV
テレビ東京「東京アイドル戦線」

### ウェブ番組
AbemaTV「矢口真里の火曜The NIGHT#81〜深夜じゃ出られないU-18参戦♡」

### ラジオ
FMおだわら「アイドル放送局」（2017年12月21日、2017年12月28日）
Love FM「Teenage Peeps」（2018年7月15日）
TOKYO FM「日曜アートサロン和錆」（2019年2月17日、2019年2月24日）

### MV
生憎の雨。『眠剤』（しなもん出演）